# Marek và Wacek
Marek và Wacek (hay Marek i Wacek) là một bộ đôi âm nhạc gồm hai nghệ sĩ dương cầm người Ba Lan là Marek Tomaszewski và Wacław "Wacek" Kisielewski, tham gia trình diễn từ năm 1963 cho đến khi Wacek qua đời ngày 12 tháng 7 năm 1986.
Thành lập từ đầu những năm 1960, bộ đôi đã ra mắt trên sóng một chương trình truyền hình vào ngày 8 tháng 3 năm 1963. Họ còn đóng vai chính trong bộ phim ca nhạc năm 1966 có tên gọi Tandem.
Bộ đôi cũng được biết đến ở Việt Nam với bản nhạc kinh điển Melodia Dla Zuzi, vốn được dùng làm nhạc hiệu chương trình Xổ số kiến thiết Miền Bắc. Sau đó, nam ca sĩ Việt Nam Soobin Hoàng Sơn và rapper Binz cùng nhà sản xuất âm nhạc Touliver sử dụng đoạn nhạc này cho ca khúc mang tên BlackJack, sau này giai điệu cũng được Võ Hạ Trâm sử dụng cho bản phối ca khúc "Về với em".

## Danh sách đĩa nhạc

### Đĩa LP
- Năm 1966 – Ballade pour deux pianos (hãng Barclay)
- Năm 1967 – Kisielewski - Tomaszewski: Play Favourite Melodies (hãng Pronit; bản CD do hãng Muza phát hành năm 1994)
- Năm 1968:
  - Marek & Vacek: Piano Firework (hãng Polydor)
  - Marek & Vacek: Romantische Flügel (hãng Polydor)
  - Marek & Vacek: Träumerei (hãng Polydor)
- Năm 1969:
  - Marek & Vacek: Piano Fascination (hãng Polydor)
  - Marek & Vacek: Piano Firework, Vol. 1-2 (hãng Polydor)
- Năm 1970 – Marek & Vacek: Classical and Pop Pianos (hãng Polydor)
- Năm 1971 – Marek & Vacek: Stargala, Vol. 1-2 (hãng Polydor)
- Năm 1972 – Marek & Vacek: Concert Hits (hãng Electrola)
- Năm 1973:
  - Marek & Vacek: Concert Hits II (hãng Electrola)
  - Marek & Vacek: Concert Hits, Vol. 1-2 (hãng Electrola)
- Năm 1974 – Marek und Vacek Live: Vol. 1-2 (hãng Electrola)
- Năm 1976 – Marek und Vacek: Spectrum (hãng Electrola)
- Năm 1977 – Marek & Vacek: Wiener Walzer (hãng Electrola)
- Năm 1978 – Marek und Vacek: Das Programm (hãng Polydor)
- Năm 1979:
  - Marek und Vacek, Vol. 1-2 (hãng Polydor)
  - Marek & Vacek Live (hãng Wifon)
- Năm 1980 – Marek & Vacek: Mondscheinsonate (hãng Polydor)
- Năm 1981:
  - Marek i Wacek grają utwory romantyczne (hãng Veriton)
  - Marek und Vacek in Gold (hãng Polydor)
- Năm 1982 – Die Marek und Vacek Story 1962-1982, Vol. 1-2 (hãng Prisma)
- Năm 1984:
  - Marek und Vacek '84 (hãng Intercord)
  - Marek i Vacek (hãng Wifon)
  - Marek und Vacek: Welterfolge (hãng Intercord)
  - Marek and Vacek: Again (hãng Pronit)
- Năm 1987 – Marek & Vacek: The Last Concert, Vol. 1-2 (hãng Pronit)

### Đĩa CD
- Năm 1994 – Kisielewski - Tomaszewski: Play Favourite Melodies (hãng Muza)
- Năm 2001 – Niepokonani: Marek & Vacek Live (đài Polskie Radio/hãng Universal Music Ba Lan)
- Năm 2002 – Prząśniczka (các hãng Pomaton/EMI)